# Calentica

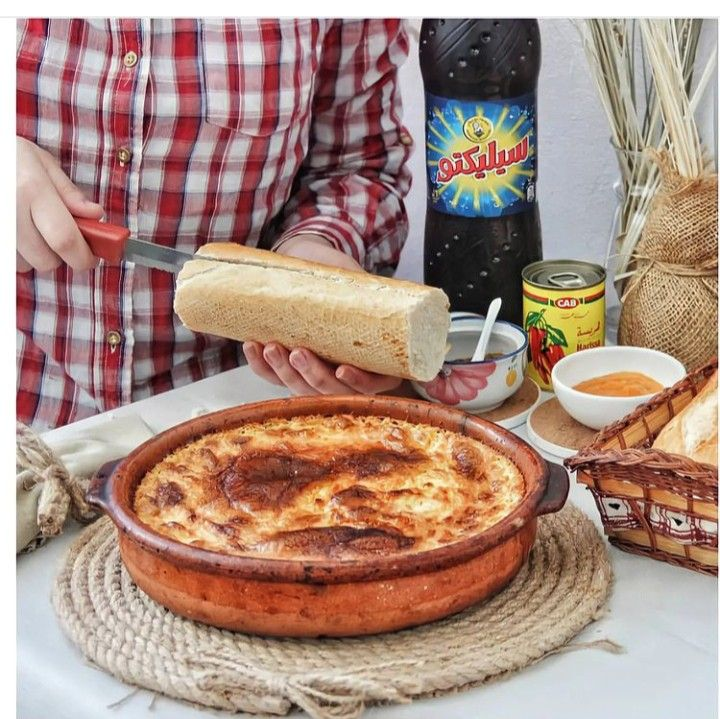
La calentita a menudo se sirve en bocadillo.

La calentita, calentica, karantika o karantita (كرانتيكا karānṭīṭā), es una especie de flan espeso hecho con garbanzos molidos, que es típico de la ciudad portuaria de Orán, en Argelia, y comúnmente se vende en puestos de comida callejera. La cultura de la calentita se puede encontrar en otras ciudades del área, como Ujda, donde es conocida como karan, o Tánger, donde se le llama kalinti, así como la calentita gibraltareña. Todas estas recetas se hacen con harina de garbanzos y se suelen vender por comerciantes itinerantes por las calles. Se consume caliente, a menudo dentro del pan a modo de bocata.
Hay dos versiones de calentica; una versión simple que contiene solo harina de garbanzos, agua y sal y otra versión más elaborada que incluye huevos.
Por su económico precio y disponibilidad, es uno de los aperitivos más populares. A menudo, la calentica se acompaña de una salsa roja hecha de concentrado de tomate, agua y harissa.

## Terminología
La palabra proviene del español «calentita». La variante oranesa «calentica» incorpora el sufijo diminutivo «-ico», «-ica», que es más común en Aragón, La Mancha y Murcia. Esta variante está tan integrada en el dialecto árabe hablado en la Oranía que el origen de la palabra se ha olvidado.
Denominaciones alternativas para este plato son: calentita, galentita, karantika, karane, kalentika, grantéta, karantita, garantita o garentéta, o también hami («caliente»).

## Historia
Según la leyenda, la calentica fue inventada en el fuerte de Santa Cruz en Orán durante el asedio de la ciudad en 1703. Los soldados españoles carecían de recursos alimenticios y solo disponían de garbanzos. Fue idea de un cocinero del pelotón que molió los garbanzos en harina para hacer una crema espesa. Una historia similar se cuenta en el vecino enclave británico de Gibraltar, de cuando España sitió la ciudad en 1779 y hubo pocos recursos de comida, por lo que se inventó la «calentita».
En el momento de la colonización francesa, la calentica se comía con sal, pimienta y, a veces, comino, lo que resalta particularmente el sabor de la harina de garbanzos.

## Variantes
- En Orán, la calentica está hecha de harina de garbanzos, agua, aceite de oliva, sal, comino y, a veces, queso.
- En Argel, la receta está enriquecida con huevos, además de los ingredientes mencionados anteriormente.